# Vilenica (Travnik, BiH)
Vilenica je naseljeno mjesto u općini Travnik, Federacija Bosne i Hercegovine, BiH.
Nalazi se na istoimenoj planini, južno od općinskog središta.

## Stanovništvo

### 1991.
Nacionalni sastav stanovništva 1991. godine, bio je sljedeći:
ukupno: 274
- Muslimani - 172
- Hrvati - 66
- Srbi - 13
- Jugoslaveni - 23

### 2013.
Nacionalni sastav stanovništva 2013. godine, bio je sljedeći:
ukupno: 19
- Bošnjaci - 15
- Hrvati - 4